# 圣伊莱尔勒武伊
圣伊莱尔勒武伊（法語：Saint-Hilaire-le-Vouhis，法語發音：[sɛ̃.t‿ilɛʁ lə vu.i]）是法国卢瓦尔河地区大区旺代省的一个市镇，属于永河畔拉罗什区。

## 地理
圣伊莱尔勒武伊（46°41'15"N, 1°7'50"W）面积28.91 平方千米，位于法国卢瓦尔河地区大区旺代省，该省份为法国西部沿海省份，北起大西洋卢瓦尔省和曼恩-卢瓦尔省，西临大西洋，南至滨海夏朗德省，东部及东南部与德塞夫勒省接壤。
与圣伊莱尔勒武伊接壤的市镇（或旧市镇、城区）包括：布尔讷佐、尚托奈、富日雷、圣塞西尔、圣马丹德努瓦耶。

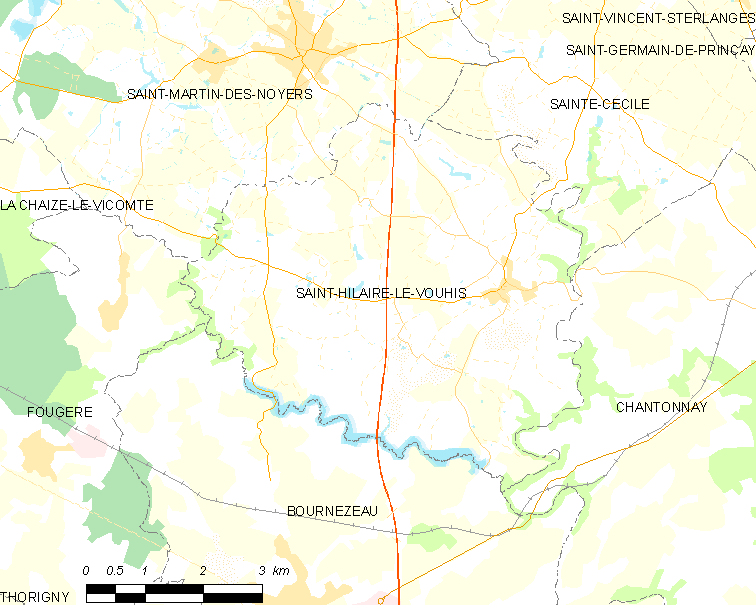
圣伊莱尔勒武伊的OSM定位图

圣伊莱尔勒武伊的时区为UTC+01:00、UTC+02:00（夏令时）。

## 行政
圣伊莱尔勒武伊的邮政编码为85480，INSEE市镇编码为85232。

## 政治
圣伊莱尔勒武伊所属的省级选区为尚托奈县。

## 人口

1962-2008年间圣伊莱尔勒武伊人口变化图示

圣伊莱尔勒武伊于2022年1月1日时的人口数量为1095人。